# لوردا

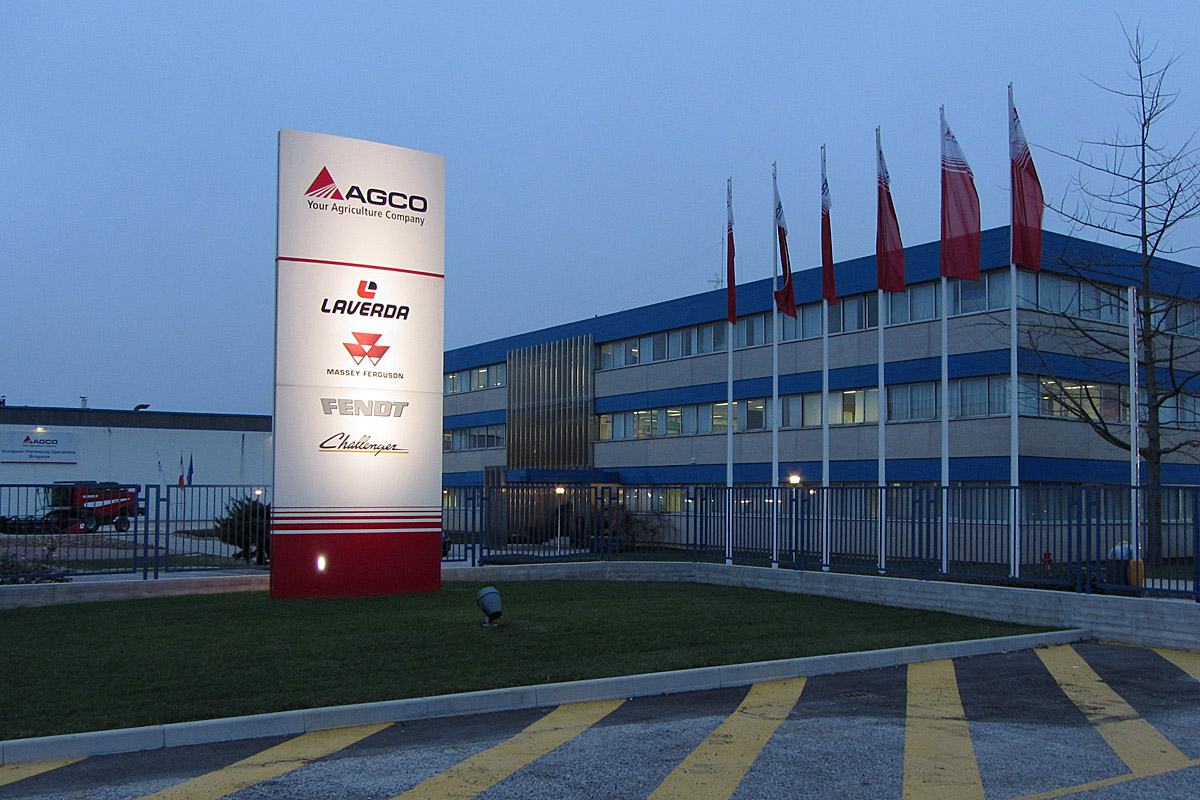
دفتر مرکزی و کارخانه تولید لوردا در برگانتزه، ایتالیا

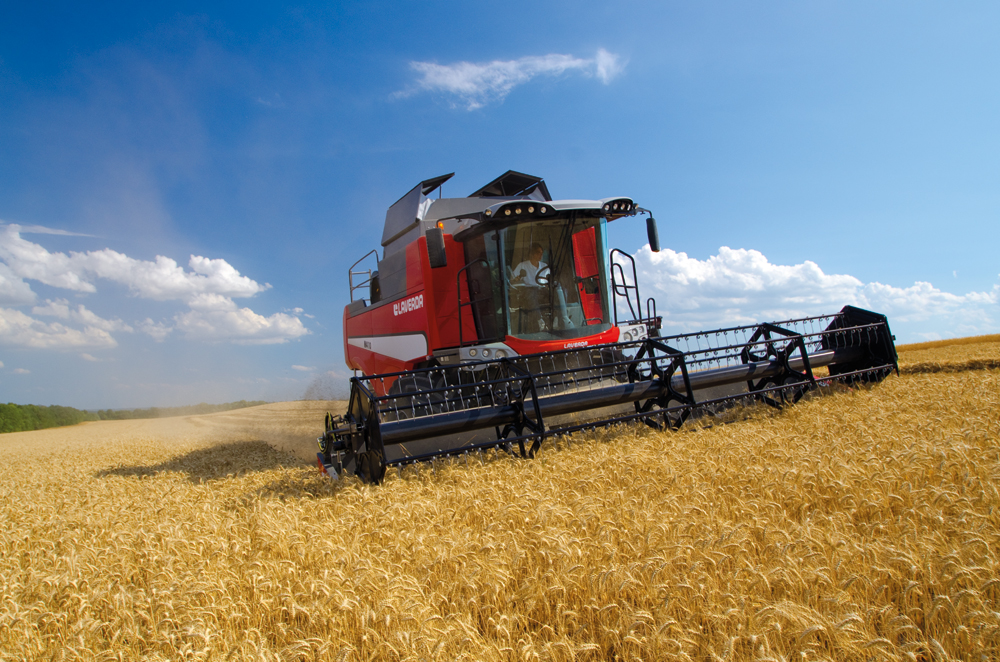
کمباین لوردا مدل M 410

لَوِردا تولیدکننده کمباین و تجهیزات علوفه است که در برگانتزه، ایتالیا مستقر است. این در سال ۱۸۷۳ توسط پیترو لوردا برای تولید ابزار کشاورزی در استان ویچنزا تأسیس شد.